# Aloha from Hell
Aloha from Hell foi uma banda alemã de rock formada em 2006.

## História
A banda Aloha From Hell começou sua carreira ao ganhar o concurso BRAVO Bandnewcomer Contests em Agosto do ano de 2007, o que lhes garantiu um contrato com a Sony BMG. O primeiro grande show da banda foi no BRAVO Supershow 2008 com cerca de 6000 espectadores.
Em 6 de Junho de 2008 surgiu seu single de estreia, "Don't Gimme That".
A banda canta exclusivamente em inglês. Em 2008, a banda lançou mais outro single: "Walk Away". Em Janeiro de 2009, lançaram o disco "No More Days To Waste".

## Integrantes
- Vivien Eileen "Vivi" Bauernschmidt (vocais)
- Moritz "Moo" Keith (guitarra)
- Andreas "Andy" Gerhard (guitarra)
- Maximilian "Max" Forman (baixo)
- Felix "Feli" Keith (bateria)

## Discografia

### Álbuns
- No More Days to Waste (2009)

### Singles
- "Don't Gimme That" (2008)
- "Walk Away" (2008)
- "No More Days to Waste" (2009)
- "Can You Hear Me Boys" (2009)